# تام پرایس
تام پرایس (به انگلیسی: Tom Price) پزشک و سیاستمدار آمریکایی و نمایندهٔ حوزه انتخابیه ششم جورجیا از حزب جمهوری‌خواه ایالات متحده آمریکا در مجلس نمایندگان ایالات متحده آمریکا است که برای نخستین‌بار در ۲۲ ژانویه ۲۰۰۵ میلادی به‌عضویت این مجلس درآمد. پرایس برای تصدی وزیر بهداشت و خدمات انسانی ایالات متحده آمریکا در دولت آیندهٔ دونالد ترامپ معرفی شده‌است.